# Zsebeháza, Győr-Moson-Sopron
Zsebeháza  este un sat în districtul Csorna, județul Győr-Moson-Sopron, Ungaria, având o populație de 133 de locuitori (2011). 

## Demografie
Componența etnică a satului Zsebeháza
     Maghiari (100%)
Componența confesională a satului Zsebeháza
     Luterani (43,61%)
     Romano-catolici (27,82%)
     Fără religie (9,02%)
     Necunoscută (19,55%)
Conform recensământului din 2011, satul Zsebeháza avea 133 de locuitori. Din punct de vedere etnic, majoritatea locuitorilor (100,0%) erau maghiari. Nu există o religie majoritară, locuitorii fiind luterani (43,61%), romano-catolici (27,82%) și persoane fără religie (9,02%). Pentru 19,55% din locuitori nu este cunoscută apartenența confesională.